# Waleri Wassiljewitsch Sawko
Waleri Wassiljewitsch Sawko (russisch Валерий Васильевич Савко; * 18. Januar 1967 in Czernowitz, Ukrainische SSR; † 11. März 2012 in Polen) war ein russischer Handballspieler. Mit 2,20 m oder 2,24 m war der Kreisläufer der größte Handballer in der Geschichte der Handball-Bundesliga.
Sawko spielte zunächst Fußball. Auf Grund seiner Größe wurde ihm davon abgeraten und Handball empfohlen. Nach seinem Abschluss am Sportinternat in Kiew verbrachte er ein Jahr bei SKA Lwiw. 1986 wechselte Sawko zu ZSKA Moskau. Mit dem Hauptstadtklub gewann er die sowjetische Meisterschaft 1986/87 und den Europapokal der Landesmeister 1987/88. Nach vier Jahren in Moskau spielte der 80-fache Nationalspieler fortan in Ungarn für Bramac Veszprém. In Deutschland stand er ab 1991 beim Bundesligisten TSV Milbertshofen unter Vertrag, mit dem er im Europapokal der Pokalsieger 1991/92 erst im Endspiel an seinem Ex-Klub Veszprém scheiterte. Nach dem Konkurs des TSV 1993 wechselte der Hüne zum TUSEM Essen. Später lief er für den Regionalligisten 1. SV Eberswalde, in der Saison 1995/96 für die unterklassige TG Voerde, ab 1996 für den Zweitligisten TSG Herdecke und ab Januar 1997 noch einmal für den Bundesligisten TuS Nettelstedt auf, ehe er in die Ukraine zurückkehrte.
In Kizman eröffnete Sawko ein Transportunternehmen. Später lebte der Vater von zwei Söhnen und einer Tochter in Frankreich und Polen. Am 11. März 2012 verstarb Sawko im Alter von 45 Jahren an einem Herzinfarkt.